# Lucrezia Guidone
Lucrezia Guidone (Pescara, 3 giugno 1986) è un'attrice e regista teatrale italiana.

## Biografia
Nata a Pescara, ha origini di Spinazzola, in provincia di Barletta-Andria-Trani. Dopo il diploma si trasferisce a Roma per frequentare l'Accademia Nazionale d'Arte Drammatica - "Silvio D'Amico", dove si diploma come attrice; nel 2011 interpreta il ruolo della figliastra in In cerca d'autore. Studio sui Sei personaggi di Luigi Pirandello, per la regia di Luca Ronconi.
Frequenta il Centro di formazione teatrale Santacristina, diretto da Luca Ronconi e Roberta Carlotto, e il Lee Strasberg Theatre and Film Institute di New York.
Lavora con Lorenzo Salveti ne L'impresario delle Canarie per la Biennale di Venezia e con Valerio Binasco in Frammenti per il Festival di Spoleto.
Nel 2012 vince il Premio Ubu.
È autrice del testo FOR(give)ME scelto per essere rappresentato in occasione dell'Art Off Festival in Venezuela.
Nel 2014 interpreta Emma nel film Noi 4 del regista Francesco Bruni per il quale riceve il Premio Flaiano.
Nel 2017 interpreta Clea nel film La ragazza nella nebbia del regista Donato Carrisi e Franziska in Dove cadono le ombre di Valentina Pedicini. Nel 2021 fa una piccola parte in Summertime. Nel 2022 è protagonista della serie Netflix Fedeltà insieme a Michele Riondino.
Nel 2023 entra nel cast della terza stagione della fiction Mare fuori.

## Filmografia

### Cinema
- Il grande sogno, regia di Michele Placido (2009)
- Noi 4, regia di Francesco Bruni (2014)
- La scuola d'estate, regia di Jacopo Quadri (2014)
- Senza distanza, regia di Andrea Di Iorio (2015)
- Dove cadono le ombre, regia di Valentina Pedicini (2017)
- La ragazza nella nebbia, regia di Donato Carrisi (2017)
- Qui rido io, regia di Mario Martone (2021)
- Eravamo bambini, regia di Marco Martani (2024)

### Televisione
- In cerca d'autore. Studio sui Sei personaggi di Luigi Pirandello, regia di Felice Cappa (2014)
- Dov'è Mario?, regia di Edoardo Gabbriellini (2016)
- Non uccidere, regia di Adriano Valerio - serie TV, episodio 2x08 (2017)
- Doc - Nelle tue mani, regia di Jan Maria Michelini, episodio 1x15 (2020)
- Luna Nera, regia di Francesca Comencini, Susanna Nicchiarelli e Paola Randi - miniserie Netflix (2020)
- Summertime, regia di Francesco Lagi - serie Netflix (2021-2022)
- Fedeltà, regia di Andrea Molaioli e Stefano Cipani - serie Netflix (2022)
- Mare fuori, regia di Ivan Silvestrini Ludovico Di Martino e Francesca Amitrano - serie TV, (2023-in corso)
- La lunga notte - La caduta del Duce, regia di Giacomo Campiotti – serie TV (2024)

### Teatro
- Psicosi delle 4.48 di Sarah Kane, regia di Anastasia Sciuto, Festival dei Due Mondi (2009)
- Sterminio ovvero il mio fegato è senza senso di Werner Shwab, regia di Anastasia Sciuto, Roma (2009)
- L'impresario delle Canarie, adattamento e regia di Lorenzo Salveti, La Biennale di Venezia (2009)
- L'illusion comique, di Corneille, regia di Luca Bargagna (2010)
- In cerca d'autore. Studio sui Sei personaggi di Luigi Pirandello, regia di Luca Ronconi (2011-2013 e 2017)
- Panico di Rafael Spregelburd, regia di Luca Ronconi (2013)[5]
- Celestina laggiù vicino alle concerie in riva al fiume di Michel Garneau, regia di Luca Ronconi (2014)[6]
- Don Giovanni di Molière, regia di Alessandro Preziosi (2014)
- Calderón di Pier Paolo Pasolini, regia di Federico Tiezzi (2016)
- La signorina Else di Arthur Schnitzler, regia di Federico Tiezzi (2017-2018)
- Antigone di Sofocle, regia di Federico Tiezzi (2018)
- L'Arminuta, riduzione di Giacomo Vallozza, regia di Lucrezia Guidone, Teatro Stabile d'Abruzzo (2019)
- Zio Vanja di Anton Čechov, regia di Kristza Szekely, Teatro Stabile di Torino (2020)
- Romeo e Giulietta, regia di Mario Martone (2023)
- The City, di Martin Crimp, regia di Jacopo Gassmann (2024)
- Macbeth, di William Shakespeare, regia di Jacopo Gassman, Teatro Nazionale di Napoli (2024)

## Riconoscimenti
- 2012 – Premio Ubu come Miglior attore o attrice under 30:[7]
- 2013 – Premio Duse come Miglior attrice emergente[8]
- 2013 – Premio Virginia Reiter come Miglior attrice under 35[9]
- 2014 – Premio Flaiano – “Pegaso d'oro” come attrice esordiente per il film Noi 4[10]
- 2017 – Premio La Repubblica – "Giovane talento"
- 2018 – Premio Le Maschere del Teatro Italiano – "Miglior attore emergente" per lo spettacolo Antigone, regia di Federico Tiezzi